# Ann Wigmore
Ann Wigmore (4. ožujka 1909. - 16. veljače 1994.) bila je litvansko-američka praktičarka holističkog liječenja, naturopatije i zagovornica sirove vegetarijanske hrane.
Pod utjecajem teorije o 'povratku prirodi' Maximiliana Bircher-Bennera, tvrdila je da biljke koncentriraju više sunčeve energije ('vitalne sile') nego životinje te da pšenična trava može detoksificirati tijelo. Također je osudila prehrambene aditive. Iako je Zaklada Ann Wigmore dobila akreditaciju kao neprofitna organizacija, mnoge su njezine tvrdnje prokazane kao nadriliječništvo, a njezine kvalifikacije nikada nisu potvrđene kao istinite.

## Povijesni kontekst
Wigmore je bila djelomično inspirirana idejama Maximiliana Bircher-Bennera (1867. – 1939.), koji je kao mladić bio pod utjecajem njemačkog pokreta Lebensreform, koji je civilizaciju smatrao korumpiranom i koji je težio povratku "prirodi"; prihvatio je holističku medicinu, nudizam, razne oblike duhovnosti, slobodnu ljubav, tjelovježbu i druge aktivnosti na otvorenom te hranu koju je smatrao "prirodnijom". Bircher-Benner je na kraju prihvatio vegetarijansku prehranu, ali je dodatno odlučio da je sirova hrana ono što ljudi stvarno trebaju jesti. Bio je pod utjecajem ideja Charlesa Darwina da su ljudi samo još jedna vrsta životinja, ističući da druge životinje ne kuhaju svoju hranu.

## Karijera
Wigmore je bila jedna od prvih koji su popularizirali  ideje o sirovoj vegetarijanskoj hrani u SAD-u.
Djelomično ju je također nadahnula biblijska priča o kralju Nabukodonozoru, ispričana u Danielu 4:33, u kojoj je "bio otjeran od ljudi i jeo je travu kao volovi, a tijelo mu je bilo mokro od nebeske rose, sve dok mu dlake nisu izrasle kao orlovska pera, a nokti kao ptičje pandže“, te na primjerima pasa koji  jedu travu kad im nije  dobro. Također je rekla da je o biljkama i prirodnim lijekovima naučila kao dijete u Litvi, gledajući svoju baku.
U 1940-ima Wigmore je počela promicati dobrobiti pšenične trave i druge sirove hrane u svrhu "detoksikacije", uklanjanja onoga što je smatrala otrovima "neprirodne" kuhane hrane i prehrambenih aditiva koje je u hranu dodavalo industrijsko društvo; vjerovala je da ova dijeta omogućuje i pomaže tijelu da se samo izliječi. Vjerovala je da su svježi sok pšenične trave i svježe povrće - a posebno klorofil - zadržali više svoje izvorne energije i potencije (oblik vitalizma) ako su nekuhani i pojedeni što je prije moguće nakon žetve ( danas  se zna  da je  pšenična  trava  ljekovita te se znanstveno istražuju njeni sastojci i djelovanja,da se ne  spominje biznis sa ječmenom travom dr.Hagiware).Osmislila je i  bezalkoholno  probiotičko piće na   bazi isklicane  pšenice - Rejuvelac.
Prema Nacionalnom vijeću protiv prijevara u zdravstvu: "Wigmore je tvrdila da ima doktorat teologije (DD) s College of Divine Metaphysics u Indianapolisu. Također je navela doktorat filozofije (PhD) i doktorat naturopatije (ND) . Čini se da nijedna od njezinih isprava nije bila izdana od ovlaštenih ustanova." 
Tijekom sredine 1960-ih, Wigmore, kao "časna Ann Wigmore", i Rising Sun Christianity, Inc., koji je ona kontrolirala, kupila imanje u ulici Exeter 25 u bostonskom Back Bayu, gdje je živjela i gdje je Rising Sun imao urede.Također je osnovala Zakladu Ann Wigmore Inc., koju je Porezna uprava 1970. akreditirala kao neprofitnu organizaciju. Godine 1974. Rising Sun Christianity podnijelo je zahtjev gradu za prenamjenu zgrade u crkvu, holističku školu i stanove, što je odobreno na pet godina i produženo 1980. 
Godine 1982. njena Crkva je kupila  susjednu zgradu i promijenila joj naziv u Hipokratov zdravstveni institut, Inc. Tužio ju je 1982. glavni državni odvjetnik Massachusettsa za promicanje lijeka za dijabetes i za tvrdnju da bi mogla učiniti nepotrebnim cijepljenje djece; prestala je iznositi te tvrdnje nakon što je izgubila na sudu.
Brian Clement preuzeo je kontrolu nad Hipokratovim zdravstvenim institutom i preselio ga iz Bostona u West Palm Beach na Floridi 1987. godine.
Wigmore je osnovala Ann Wigmore Natural Health Institute Inc u Puerto Ricu, gdje su ljudi mogli ići na liječenje alternativnom medicinom ili se obučavati  njezinim metodama rada.
Zaklada se preselila u Novi Meksiko a nakon njene smrti ; izgubila je akreditaciju Porezne uprave kao neprofitna organizacija 2012. 
Brian Clement, koji je kasnije stekao nemedicinski doktorat, i Hipokratov zdravstveni institut koji je tada kontrolirao, naposljetku su dobili 60 jutara zemlje u West Palm Beachu i postali poznati po tome što stanovnicima nude "pšeničnu travu, injekcije vitamina, dodatke prehrani, kupke za stopala koje uklanjaju "toksine", dijete sirovom hranom i razne druge tretmane, od kojih su se neki mogli smatrati alternativnim tretmanima  raka.

## Nadriliječništvo
Wigmore je bila zagovornik astrologije, duhovnog iscjeljivanja i drugih pseudoznanstvenih uvjerenja. Imala je pogrešno mišljenje da klorofil u pšeničnoj travi detoksificira tijelo i ima iscjeljujuću moć. Njezine tvrdnje u vezi s pšeničnom travom opisane su kao nadriliječništvo.
Godine 1980. Odbor Zastupničkog doma američkog Kongresa za starije započeo je četverogodišnju istragu o zdravstvenim prijevarama koje su usmjerene na starije ljude. Njihova otkrića objavljena su 1984. u izvješću pod naslovom "Nadriliječništvo, skandal od 10 milijardi dolara", koji se obično naziva "The Pepper Report" po predsjedniku odbora Claudeu Pepperu.
Povjerenstvo je primilo svjedočanstvo žene koja je očajnički željela liječiti rak svog supruga, a koja je prihvatila liječenje od Stevena i Ellen Haasz, Wigmoreinih učenika, a naposljetku i od Wigmoreine ustanove u Bostonu,  koje su Haaszeovi snažno odvraćali od primjene standardne  skrbi. Rekla je: "Sada znam da sam bila glupa što sam slušala Haasza i potrošila oko 2000 dolara, uključujući i put u Boston, na sirovu hranu. Ali moj suprug i ja smo bili u braku 37 godina i kad se on razbolio, ja sam tražila čudo. Njihovo lažno obećanje nade možda je zapravo skratilo broj odbrojanih dana mog muža na ovoj Zemlji."
Wigmore je 1988. godine tužilo državno odvjetništvo Massachusettsa zbog objavljivanja pamfleta u kojima je lažno tvrdila da ima lijek za AIDS. Tvrdila je da AIDS nastaje zbog "nemogućnosti tijela da asimilira konzumiranu hranu" i za oko 400 dolara (oko 700 dolara u 2016.) prodala lekcije za pravljenje "juhe s energetskim enzimima" za koju je rekla da omogućuje tijelu zaražene osobe da se potpuno očisti od virusa.  Oslobođena je prema Prvom amandmanu jer se smatralo da tvrdnje nisu komercijalne tvrdnje iznesene u trgovini, ali joj je naređeno da se lažno ne predstavlja kao liječnica kvalificirana za liječenje bolesti.

## Djela
The Sprouting Book: How to Grow and Use Sprouts to Maximize Your Health and Vitality (1986)
The Wheatgrass Book: How to Grow and Use Wheatgrass to Maximize Your Health and Vitality (1985)
The Hippocrates Diet and Health Program: A Natural Diet and Health Program for Weight Control, Disease Prevention (1983)
Recipes for Longer Life: Ann Wigmore's Famous Recipes for Rejuvenation and Freedom from Degenerative Diseases (1982